# Порожек (Ленинградская область)
Поро́жек — деревня в Гатчинском муниципальном округе Ленинградской области.

## История
Деревня Порожек упоминается на карте Новгородского наместничества 1792 года А. М. Вильбрехта.

ПОРОЖЕК — деревня принадлежит действительной статской советнице Болотниковой с дочерьми жителей по ревизии: 8 м. п., 4 ж. п.; 

Мичману Тыртову жителей по ревизии: 5 м. п., 4 ж. п.; 

Свободные хлебопашцы: 13 м. п., 10 ж. п.; (1838 год)

Согласно карте Ф. Ф. Шуберта в 1844 году деревня называлась Порошки.

ПОРАШЕК — деревня господ Болотниковых, по просёлочной дороге, число дворов — 7, число душ — 27 м. п. (1856 год)

Согласно X-ой ревизии 1857 года деревня состояла из трёх частей:

1-я часть: число жителей — 4 м. п., 3 ж. п.
  
2-я часть: число жителей — 8 м. п., 13 ж. п.

3-я часть: число жителей — 16 м. п., 21 ж. п.

ПОРОЖЕК — деревня казённая при реке Оредеже, число дворов — 12, число жителей: 30 м. п., 35 ж. п.; Часовня православная. (1862 год)

Согласно подворной описи Глебовского общества Глебовской волости 1882 года, деревня Порожек состояла из трёх частей:
 
1) бывшее имение Бушена, домов — 6, душевых наделов — 8, семей — 3, число жителей — 14 м. п., 10 ж. п.; разряд крестьян — собственники.
  
2) бывшее имение Тыркова, домов — 5, душевых наделов — 8, семей — 3, число жителей — 15 м. п., 10 ж. п.; разряд крестьян — водворённые на земле мелкопоместных владельцев.
 
3) домов — 19, душевых наделов — нет, семей — 10, число жителей — 27 м. п., 30 ж. п.; разряд крестьян — водворённые на собственной земле.
В конце XIX века — начале XX века деревня административно относилась к Глебовской волости 1-го стана Лужского уезда Санкт-Петербургской губернии.
В 1900 году, согласно «Памятной книжке Санкт-Петербургской губернии», земли имения Порожек принадлежали: крестьянину Ивану Дементьеву — 276 десятин, Обществу крестьян деревни Порожек — 823 десятины и 26 домохозяинам деревни Порожек — 234 десятины.
Согласно военно-топографической карте Петроградской и Новгородской губерний издания 1915 года деревня называлась Порошки и насчитывала 13 крестьянских дворов.
Согласно данным переписи населения СССР 1926 года в деревне Порожек Порожского сельсовета Глебовской волости Троцкого уезда проживали 156 человек, все русские.
В 1927 году население деревни составляло 272 человека.
По данным 1933 года это было уже село Порожки, оно являлось административным центром Порожского сельсовета Красногвардейского района, в который входили 5 населённых пунктов: деревни Вальякки, Олешко, Савкино, Хаймино и село Порожки, общей численностью населения 518 человек.
Деревня была освобождена от немецко-фашистских оккупантов 30 января 1944 года.
В 1965 году население деревни составляло 90 человек.
По данным 1966, 1973 и 1990 годов деревня Порожек входила в состав Минского сельсовета.
В 1997 году в деревне проживали 17 человек, деревня входила в Минский сельсовет, в 2002 году — 46 человек (русские — 94%), в 2007 году — 28.

## География
Деревня расположена в юго-восточной части района на автодороге 41К-105 (Мины — Новинка).
Расстояние до административного центра поселения, посёлка городского типа Вырица — 27 км.
Расстояние до ближайшей железнодорожной станции Слудицы — 22 км.
Деревня находится на левом берегу реки Оредеж.

## Демография
| 2007 | 2010 | 2017 |
| ---- | ---- | ---- |
| 28   | ↗54  | ↘18  |

### Национальный состав
Согласно данным Всероссийской переписи населения 2021 года в деревне проживали 106 человек, из них:
 русские — 104, белорусы — 1, украинцы — 1 человек.

## Транспорт
От Вырицы до Порожка можно доехать на автобусе № 512.

## Улицы
Новая.